# Blaž Kramer
Blaž Kramer (ur. 1 czerwca 1996 w Celjach) – słoweński piłkarz, grający na pozycji środkowego napastnika, od 2024 jest zawodnikiem klubu Konyaspor. Od 2020 reprezentant Słowenii.

## Klub

### Początki
Zaczynał karierę w NK Simer Sampion Celje, do którego dołączył jako junior w 2010 roku. Do pierwszego zespołu przebił się 4 lata później. W nim zadebiutował 16 kwietnia 2014 roku w meczu przeciwko NK Bela Krajina (1:4 dla klubu z Celjów). Wszedł na boisko w 77. minucie, zastępując Amela Hodzica. To był jego jedyny występ w barwach tego zespołu.

### NK Aluminij
14 lipca 2016 roku dołączył do NK Aluminij. W tym słoweńskim klubie zadebiutował 17 lipca 2016 roku w meczu przeciwko ND Gorica (2:0 dla rywali Kramera). Wszedł na boisko w 73. minucie, zastępując Roberta Kureza. Pierwszą bramkę strzelił 14 sierpnia 2016 roku w meczu przeciwko NK Krško (3:0 dla Alumniju). Do bramki rywali trafił w 79. minucie. Pierwszą asystę zaliczył 30 kwietnia 2017 roku w meczu przeciwko NK Radomlje (3:1 dla klubu Kramera). Asystował przy golu w 26. minucie, sam dołożył też dwa trafienia. Łącznie rozegrał 28 meczów, strzelił 6 goli i dwa razy asystował. 

### VfL Wolfsburg II
7 lipca 2017 roku dołączył do ekipy VfL Wolfsburg II. W niemieckim zespole zadebiutował 2 sierpnia 2017 roku w meczu przeciwko VfV Hildesheim (0:2 dla Wolfsburga). W debiucie trafił do siatki w 14. minucie. Pierwszą asystę zaliczył 3 dni później w meczu przeciwko SSV Jeddeloh II (4:3 dla zespołu Kramera). Asystował przy golu Juliana Justvana w 20. minucie. Łącznie w klubie z Niemiec zagrał w 46 meczach, strzelił 27 goli i zaliczył 9 asyst.

### FC Zürich
1 lipca 2019 roku został zawodnikiem FC Zürich. W tym zespole zadebiutował 21 lipca 2019 roku w meczu przeciwko FC Lugano (0:4 dla rywali Zurychu). Wszedł na boisko w 58. minucie, zastępując Antonio Marchesano. Pierwszą asystę zaliczył 11 sierpnia 2019 roku w meczu przeciwko Neuchâtel Xamax (2:2). Asystował przy golu Marco Schönbächlera w 44. minucie. Pierwszego gola strzelił 27 października 2019 roku w meczu przeciwko FC Basel (3:2 dla klubu Kramera). Do siatki trafił w 61. minucie. Łącznie w Zurychu wystąpił w 86 meczach, strzelił 21 bramek i zaliczył 13 asyst. Zdobył mistrzostwo Szwajcarii w sezonie 2021/22.

### Legia Warszawa
1 lipca 2022 roku podpisał trzyletni kontrakt z Legią Warszawa, lecz transfer potwierdzono już 25 maja. 2 maja 2023 zdobył Puchar Polski. 14 grudnia 2023 wywalczył awans do fazy pucharowej Ligi Konferencji Europy UEFA. Promocję przypieczętowała domowa wygrana 2:0 nad AZ Alkmaar, w tym bramka Kramera na 2:0 w drugiej połowie, po asyście Josué Pesqueiry.

### Konyaspor
W lipcu 2024 roku Kramer pomyślnie przeszedł badania medyczne w tureckim klubie Süper Lig, Konyaspor. 13 września 2024 roku przeniósł się tam na trzyletni kontrakt za 700 000 euro.

## Reprezentacja
Zagrał 3 mecze w reprezentacji U-19
Zagrał 2 spotkania w kadrze U-21.
W seniorskiej reprezentacji zadebiutował 6 września 2020 roku w meczu przeciwko reprezentacji Mołdawii (1:0 dla Słoweńców). Wszedł na boisko na 5 minut przed końcem, zastępując Andraža Šporara. Łącznie do 25 czerwca 2022 roku zagrał 5 meczów.

## Sukcesy

### Klubowe

#### FC Zürich
- Mistrzostwo Szwajcarii: 2021/2022[18]

#### Legia Warszawa
- Puchar Polskiː 2022/2023[18][20]
- Superpuchar Polski: 2023[27]